# Absolver
Absolver — компьютерная игра в жанре Action/RPG, разработанная Sloclap и изданная Devolver Digital для PlayStation 4, Windows и Xbox One. В Absolver игроку предстоит, управляя воином, сражаться с другими игроками и ИИ в вымышленной стране Адал за возможность назвать себя Абзолвером. Сюжет игры сосредоточен на личностных изменениях и переживаниях людей вынужденных сражаться за место под солнцем в разрушающейся империи. Игрок может кастомизировать боевые способности персонажа заменяя карты в «Боевой колоде» Находить новые карты, оружие и экипировку можно во время исследования мира.
Sloclap начала разработку Absolver в мае 2015 года. Их основной целью было сделать боевую систему, которая похожа на танец, такую же плавную и динамичную. Игра была представлена на E3 2016,
выход игры на платформах Windows, PlayStation 4 состоялся 29 августа 2017 года, на Xbox One игра вышла 7 января 2019 года.

## Игровой процесс
Absolver — Action/RPG про боевые искусства от третьего лица в открытом мире со свободой исследования, объединяющая однопользовательскую игру и кооператив в одной кампании. Сражаясь в онлайне или с ИИ, игроки должны комбинировать атаки, парирования и финты. Игрок управляет воином известным как Претендент, который путешествует по землям Адала и сражается за звание Абзолвера. Во время путешествия можно заполучить новую броню, оружие или умения, обычно это всё падает в виде лута с врагов. Игра заимствует многие элементы у ММО, например, в Absolver можно как проходить различные квесты вместе с другими игроками, так и сражаться против них в PvP битвах. Игроки могут так же устраивать спарринг друг с другом чтобы изучать новые боевые техники.
Игроки могут изменять стиль боя своего персонажа добавляя и убирая карты из «Боевой колоды», в которой каждая карта отвечает за отдельную способность. Также игроки могут переключаться между четырьмя стойками, которые также меняют доступные способности. В каждой из четырёх стоек есть две атаки. Дополнительные карты игроки смогут найти путешествуя по миру. У каждой карты есть свои характеристики: основные, такие как скорость атаки и урон и дополнительные, такие как шанс пробить вражескую защиту. Игрок может переключаться между стойками прямо во время цепочки комбо что позволяет ему нанести усиленный удар. Также в Absolver есть холодное оружие которое наносит больше урона, но имеет меньшую скорость атаки. К тому же, оружие можно выбить из рук противника и подобрать.

## Разработка
Sloclap, основанная бывшими работниками Ubisoft Paris, начала разработку своей первой игры в мае 2015 года. До этого разработчики работали над крупными играми, такими как Watch Dogs и серией Tom Clansy’s Ghost Recon. Они начали с идеи того что битва должна быть плавной и динамичной, как хореография. Sloclap взяли этот концепт и превратили в три основных слогана: «Битва — это танец», «Движение — твоё оружие» и «Больше движений». Пьер Тарно, креативный директор игры, старался, чтобы при помощи карт в «Боевой колоде» игроки смогли подобрать стиль боя под себя. Absolver сделан на основе Unreal Engine 4. Впервые игра была анонсирована 26 мая 2016 года, а дебютировала на E3 2016 с Devolver Digital в качестве издателя. 29 августа игра вышла для PlayStation 4 и Microsoft Windows, а 7 января для Xbox One.

## Критика
| Сводный рейтинг       | Сводный рейтинг                            |
| Агрегатор             | Оценка                                     |
| --------------------- | ------------------------------------------ |
| GameRankings          | - 77,83 % (PC) - 68,39 % (PS4)             |
| Metacritic            | 69/100 (PS4) 75/100 (PC) 62/100 (Xbox One) |
| Иноязычные издания    |                                            |
| Издание               | Оценка                                     |
| Game Informer         | 6,8/10                                     |
| GameSpot              | 8/10                                       |
| IGN                   | 7,6/10                                     |
| Polygon               | 8,5/10                                     |
| Русскоязычные издания |                                            |
| Издание               | Оценка                                     |
| «Игромания»           | 7/10                                       |
| «Канобу»              | 7/10                                       |

Критики отмечали схожесть игры с Dark Souls и Street Fighter. Например, Сэм Прелл (GamesRadar) похвалил глубину боевой системы и отметил схожесть Absolver с Dark Souls. Также критики отметили что изначально простое управление по мере продвижения становится сложнее, отдельной похвалы заслужила система «Боевой колоды». Крис Графт (Gamasutra) написал что Absolver — «многообещающий старт» для Sloclap и одна из лучших игр в которые он играл. По словам Гриффина МакЭлроя (Polygon) Absolver стал главным сюрпризом E3 2016, а Эндрю Тарантола (Engadget) отметил отличие игры от традиционных ММО из-за отсутствия дальнобойного оружия. Брэд Борк (Digital Trends) отметил визуальный стиль игры и похвалил разработчиков за то, что они не следуют тренду гиперреализма. Игровые журналисты отметили игру во многих списках лучших игр E3 2016. Так редакция GamesRadar назвала Absolver «Лучшей инди-игрой E3 2016», а редакция GamesBeat удостоила её награды «Killer App Killer» за «Захватывающий и интуитивно понятный геймплей».
Absolver получила «смешанные или средние» оценки на PS4, зато на PC игру оценили «В целом хорошо» судя по агрегатору Metacritic.
Игра была номинирована на «Лучшую action игру» редакцией PC Gamer и «Лучший файтинг» редакцией IGN.

### Награды
| Год  | Награда                                               | Категория          | Результат | Прим.         |
| ---- | ----------------------------------------------------- | ------------------ | --------- | ------------- |
| 2016 | Game Critics Awards                                   | Лучший файтинг     | Номинация | [ 31 ]        |
| 2016 | Game Critics Awards                                   | Лучшая онлайн-игра | Номинация | [ 31 ]        |
| 2016 | Game Critics Awards                                   | Лучшая инди-игра   | Номинация | [ 31 ]        |
| 2017 | Golden Joystick Awards                                | Лучшая онлайн-игра | Номинация | [ 32 ]        |
| 2017 | Ping Awards                                           | Лучшая инди-игра   | Номинация | [ 33 ]        |
| 2018 | National Academy of Video Game Trade Reviewers Awards | Лучший файтинг     | Номинация | [ 34 ] [ 35 ] |

### Продажи
Летом 2018 года, благодаря уязвимости в защите Steam Web API, стало известно, что точное количество пользователей сервиса Steam, которые играли в игру хотя бы один раз, составляет 228 337 человек.